# Shirley, West Midlands
Shirley är en del av en befolkad plats i Storbritannien.   Den ligger i distriktet Solihull i grevskapet West Midlands i riksdelen England, i den södra delen av landet, 150 km nordväst om huvudstaden London. Shirley ligger 145 meter över havet och antalet invånare är 32 000.
Terrängen runt Shirley är platt. Runt Shirley är det tätbefolkat, med 659 invånare per kvadratkilometer. Närmaste större samhälle är Birmingham, 9,5 km nordväst om Shirley. Omgivningarna runt Shirley är en mosaik av jordbruksmark och naturlig växtlighet.